# Magda Saleh
Pour les articles homonymes, voir Saleh.
Magda Saleh (en arabe : ماجدة صالح), née au Caire le 2 avril 1944 et morte dans la même ville le 11 juin 2023, est une danseuse de ballet égyptienne.

## Biographie
Magda Saleh naît d'un père égyptien, professeur d'université, et d'une mère écossaise. Elle étudie d'abord la littérature anglaise puis entre en 1959 à l'Institut supérieur de ballet (en) du Caire, l'une des institutions de l'Académie des arts (en) nouvellement créée par le Ministre de la Culture Tharwat Okasha (en).
En 1963, elle fait partie des cinq danseuses égyptiennes qui reçoivent une bourse d'études pour étudier deux ans à l'Académie du Ballet du Bolchoï à Moscou. À leur retour, elles créent la compagnie de ballet du Caire (en). En 1966, elles produisent leur premier ballet, la Fontaine de Bakhtchissaraï. Le président Gamal Abdel Nasser assiste à la représentation : il est tellement impressionné qu'il décerne l'Ordre du Mérite aux cinq danseuses et les envoie en tournée en Égypte, notamment à Assouan, où le barrage, projet phare de la présidence nassériste, est en construction. À la fin des années 1960, Magda Saleh devient la meilleure ballerine d'Égypte, étant même invitée à se produire sur la scène du Bolchoï et du Kirov.
En 1971, l'Opéra khédival du Caire est totalement détruit par un violent incendie, ce qui porte un coup fatal à la compagnie de ballet. De plus, au début des années 1970, le nouveau Président égyptien Anouar el-Sadate rompt les liens diplomatiques avec l'Union soviétique. En réponse à la situation géopolitique, plusieurs ballerines décident d'émigrer en Europe, en Russie ou aux États-Unis pour continuer leur carrière : Magda Saleh choisit les États-Unis.
Après l'assassinat de Sadate et la prise de pouvoir d'Hosni Moubarak, elle retourne en Égypte en 1983 pour présider l'Institut de ballet, puis est nommée Présidente du nouvel Opéra du Caire inauguré en 1988. Au début des années 1990, elle est contrainte de quitter son poste et revient à New York.
Elle réside à New York avec son mari Jack Josephson, égyptologue.
Magda Saleh s'éteint le 11 juin 2023 au Caire à l'âge de 79 ans.